# 兴富街道
兴富街道是中华人民共和国黑龙江省七台河市新兴区下辖的一个街道办事处。

## 行政区划
兴富街道下辖以下村级行政区划单位：
兴秀社区、富强社区。